# Alfonso I d'Este
Alfonso I d'Este, soprannominato il duca artigliere per il suo amore verso i cannoni (Ferrara, 21 luglio 1476 – Ferrara, 31 ottobre 1534), fu il terzo duca di Ferrara, Modena e Reggio dal 1505 al 1534. Fu un uomo d'armi e uno dei mecenati più generosi del Rinascimento.

## Biografia

### Infanzia ed educazione

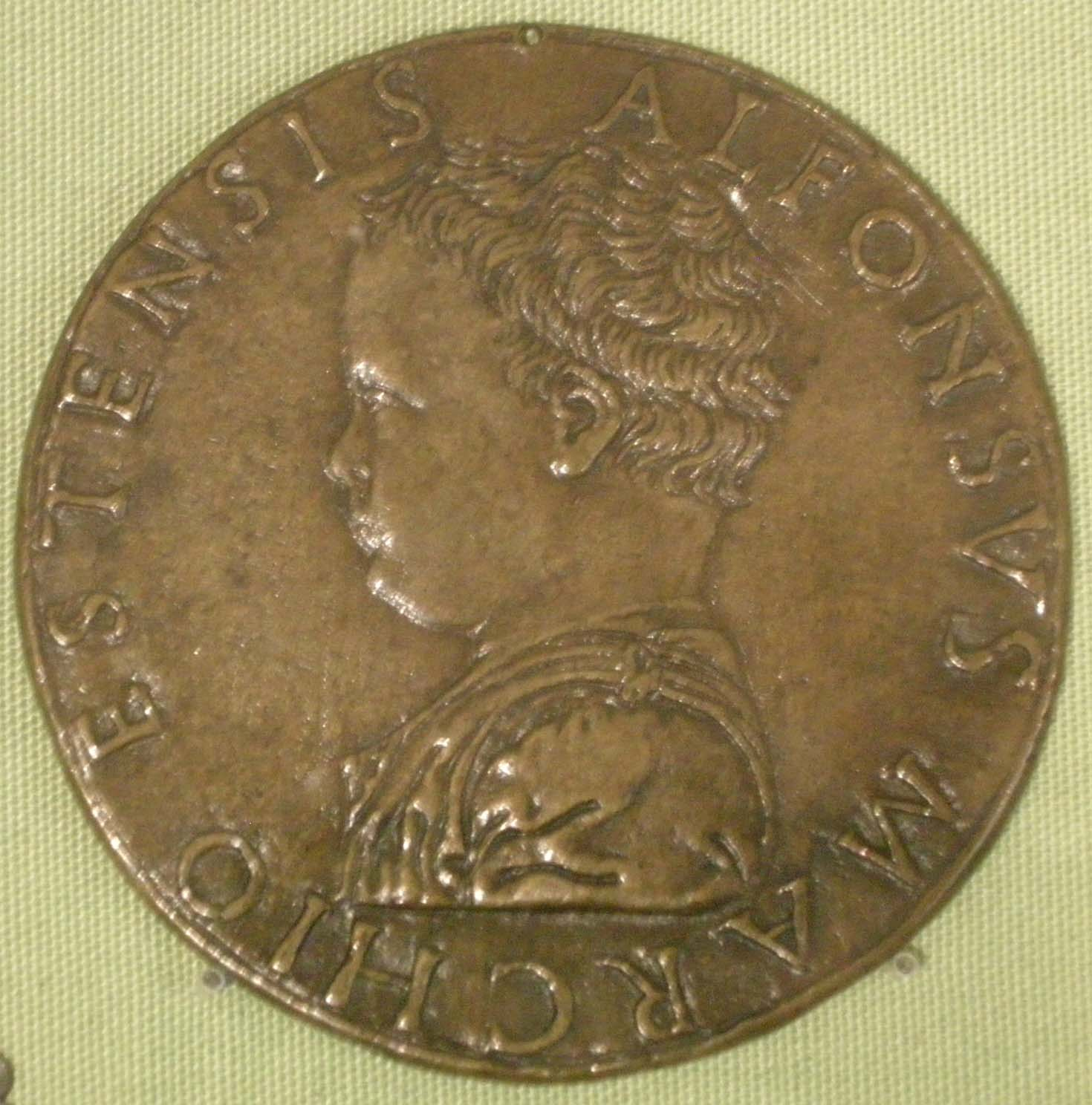
Alfonso a un anno d'età, medaglia in bronzo del 1477.

Figlio del duca Ercole I d'Este e della principessa Eleonora d'Aragona, il suo nome di battesimo venne scelto per commemorare il bisnonno, Alfonso V d'Aragona, verso il quale il padre Ercole provava grande ammirazione, avendo trascorso gli anni della prima giovinezza presso la sua corte.
Già il 24 aprile 1479, non avendo ancora tre anni compiuti, fece la sua prima cavalcata ufficiale per la via Grande di Ferrara in occasione del Palio di San Giorgio. Il 24 aprile 1484, all'età di sette anni, cavalcò per la prima volta armato da battaglia per Ferrara: nei giorni seguenti avrebbe iniziato insieme al padre ad approcciarsi alla guerra. Il primo di maggio lo seguì infatti nel Barco, dove Ercole approntava il terreno per i nemici. Lì il piccolo Alfonso rischiò di cadere in un fosso quando il suo cavallo "a lo passare se inculò in l'aqua", ma non ebbe altro male che la sola acqua.
Come la maggior parte dei principi estensi e non solo, egli infatti fin dalla più tenera età fu avviato agli esercizi del corpo e a ruoli d'importanza. Durante le frequenti e prolungate assenze del padre, impegnato in guerra, Alfonso faceva le sue veci nelle cerimonie ufficiali.
Fin dalla gioventù non mostrò mai una naturale inclinazione allo studio e alle lettere ma si sentì maggiormente attratto dalle arti applicate. Imparò a lavorare al tornio la ceramica, creando spesso vasi e piatti da utilizzare poi alla mensa ducale, ma principalmente si interessò alla lavorazione del bronzo e alla sua fusione per la produzione di pezzi d'artiglieria.

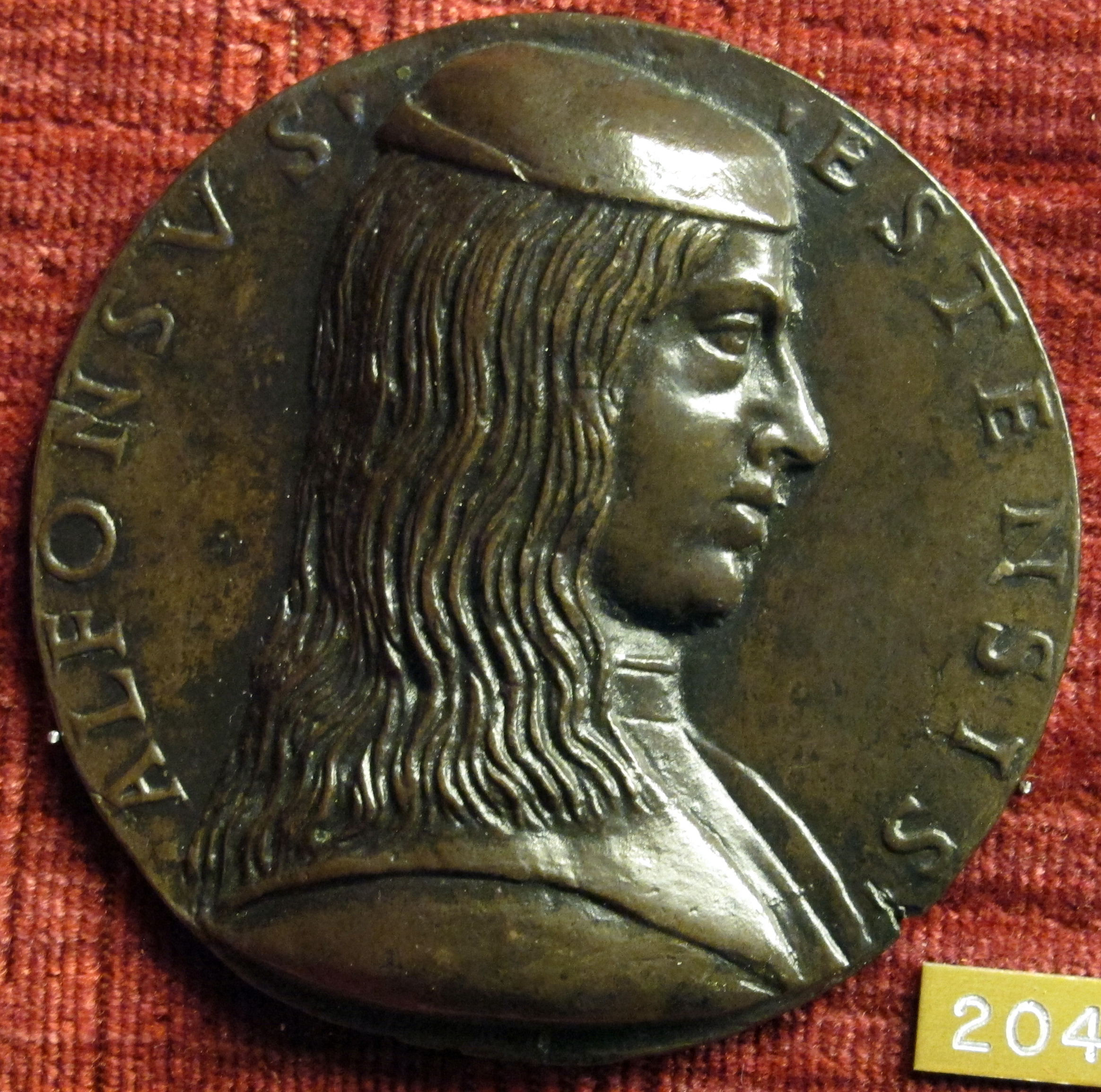
Ritratto giovanile di Alfonso, medaglia del 1492 circa.

### Primo matrimonio
Il 20 maggio 1477 il padre Ercole I lo promise in sposo ad Anna Maria Sforza, sorella del duca Gian Galeazzo Maria Sforza, con il chiaro intento di tessere un'alleanza politica tra le due casate. Qualche anno dopo anche la sorella Beatrice venne promessa in sposa ad uno Sforza: Ludovico il Moro, zio di Anna Maria e signore di Milano. Le doppie nozze furono fissate entrambe al gennaio del 1491, essendo poi celebrate a cinque giorni di distanza: dopo aver accompagnato a marito la sorella Beatrice, il 23 gennaio Alfonso sposò a Milano Anna Maria, sebbene la consumazione del matrimonio fu posticipata di qualche settimana, in attesa del rientro degli sposi a Ferrara.
Negli anni successivi Alfonso tornò più volte a Milano a trovare la sorella Beatrice, alla quale fu molto legato, sia nel periodo estivo sia in occasione del di lei parto, talvolta in compagnia del padre e della moglie e talvolta da solo. Sotto la guida illuminata del padre Ercole intanto Ferrara, Modena e Reggio ebbero una notevole rifioritura culturale.

### Attività diplomatica
Nel novembre del 1492 Alfonso venne nominato dal padre ambasciatore presso il pontefice e si recò a Roma, dove si trattenne meno d'un mese. Nel corso della prima calata dei francesi, mentre il fratello Ferrante combatteva al soldo del re Carlo VIII, per volontà del padre Alfonso rimase invece a combattere tra le file italiane, aderendo alla cosiddetta Lega Santa, formatasi appositamente per scacciare gli invasori dalla penisola.
Il 31 marzo 1495, al comando di una guarnigione di cinquecento armati, venne inviato presso il cognato e alleato Ludovico Sforza con il compito di assisterlo nelle operazioni militari contro i francesi. Nel giugno di quell'anno, dopo che Luigi d'Orleans aveva con le proprie truppe occupato la città di Novara e minacciava di attaccare Milano, Alfonso venne nominato governatore di Milano insieme alla sorella Beatrice.
Proprio a Milano fu colpito per la prima volta da un attacco di malfrancese, che lo tormenterà a più riprese negli anni a venire e in forma per di più gravissima tra il 1497 e il 1498; per causa di questa malattia non poté prendere parte alla battaglia di Fornovo, durante la quale una schiera ferrarese da lui arruolata venne molto decimata.
Nel 1497 intanto moriva di parto la moglie Anna Maria insieme alla figlia che portava in grembo ed Ercole I ricominciò a pensare a nuove nozze per il futuro duca estense, utili per le alleanze del casato.
Nel 1499, una volta che il re Luigi XII di Francia fu entrato a Milano, accompagnò il padre a ossequiare il nuovo sovrano del ducato.

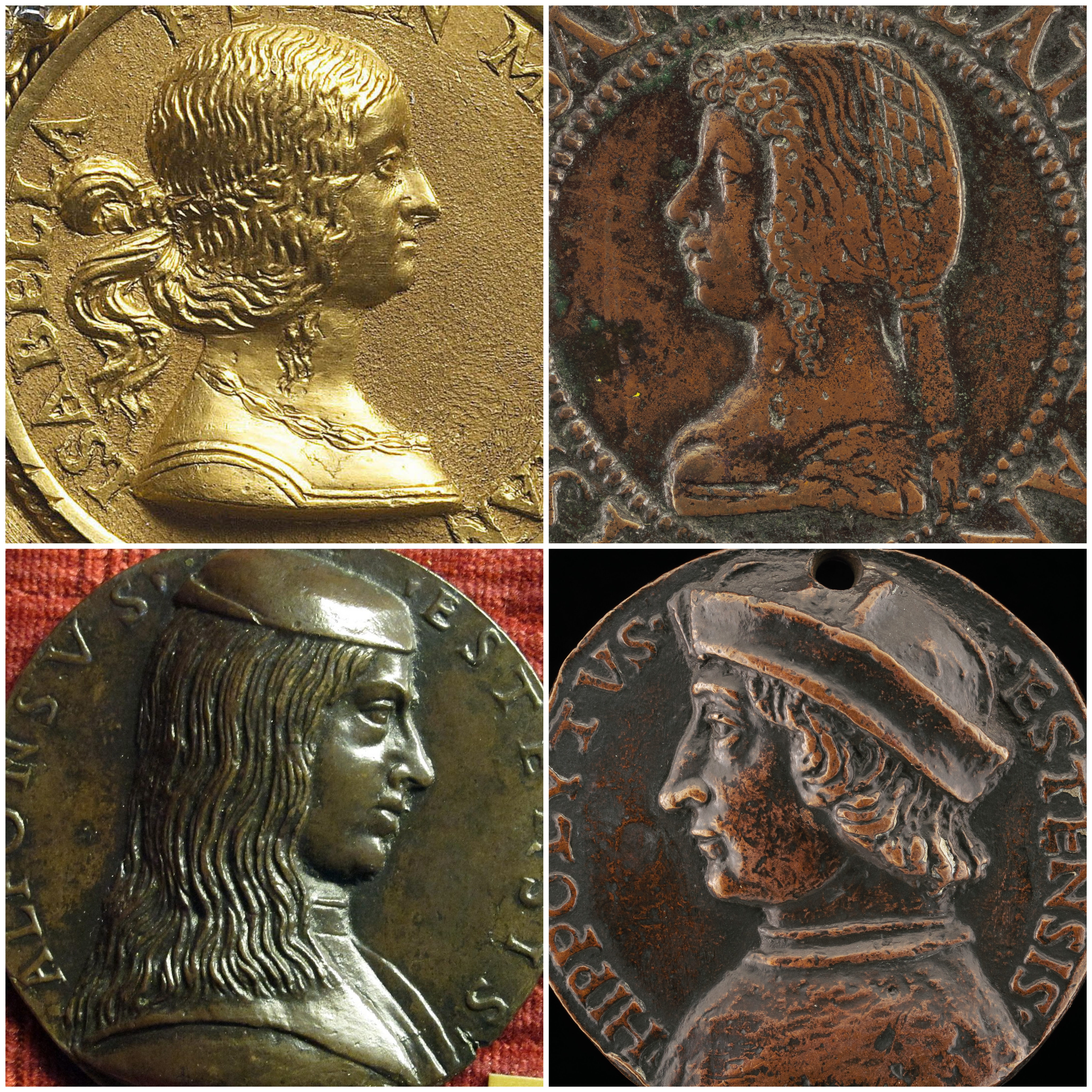
Medaglie dei fratelli d'Este a confronto: Isabella, Alfonso, Ferrante, Ippolito e Sigismondo avevano ereditato il tipico naso estense del padre; Beatrice quello leggermente all'insù della madre. Tutti inoltre erano bruni, fuorché Ferrante e Sigismondo, che avevano recuperato, come pare, il tradizionale biondo degli Este.

### Secondo matrimonio

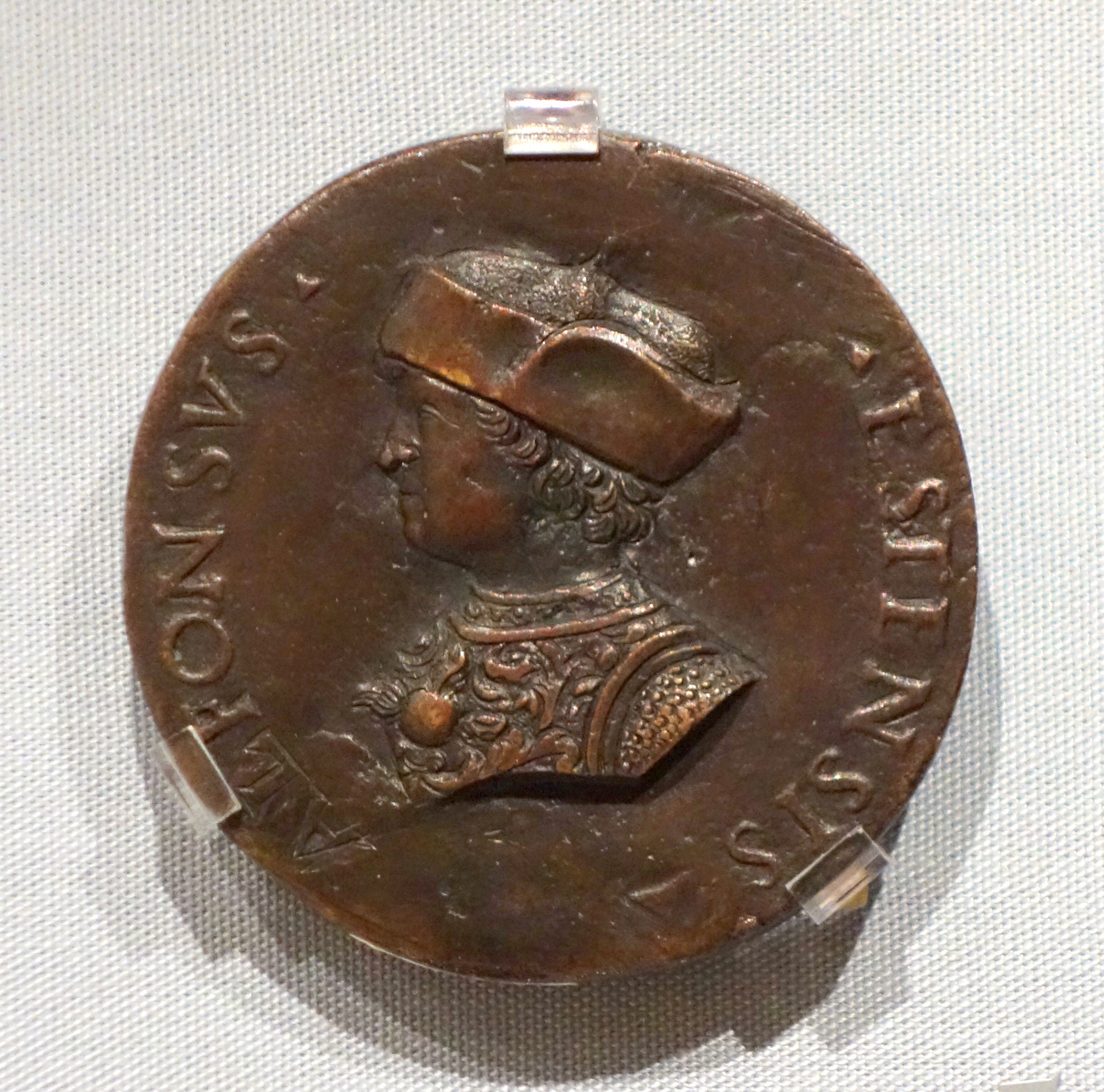
Medaglia di Alfonso, 1502 circa.

Rimasto vedovo, nel 1501 Alfonso fu costretto dal padre a sposare "la malfamata" Lucrezia Borgia (già moglie di Giovanni Sforza e vedova di Alfonso di Bisceglie), "passata già per tante mani di mariti e di amanti". Essendo figlia illegittima del papa Alessandro VI, il matrimonio avrebbe assicurato alla casata estense il Ducato di Ferrara, feudo dello Stato Pontificio. Nonostante gli iniziali rifiuti, dovuti proprio alla cattiva fama della sposa, Alfonso cedette infine agli ordini del padre.

### Duca di Ferrara
Nel 1505, alla morte del padre, ne ereditò i ducati e il trono di famiglia, reggendoli durante uno dei periodi più instabili della storia d'Italia. I vantaggi ottenuti dal matrimonio con la figlia del papa intanto erano già svaniti con la morte di Alessandro VI (che avvenne nel 1503) e la politica degli altri stati nazionali e delle potenze europee si incentrò sulla lotta sottesa tra Francia e Spagna. Ebbe sempre al suo fianco il fratello Ippolito, che anche il giorno della sua investitura ufficiale, avvenuta il 25 gennaio 1505, cavalcò al suo fianco percorrendo le vie di Ferrara. Dalla sua famiglia Alfonso ebbe pure notevoli problemi e l'anno successivo dovette reprimere la congiura dei fratelli Ferrante e Giulio che miravano al potere sul Ducato di Ferrara. Entrambi furono sconfitti e imprigionati nelle segrete del Castello Estense. Ferrante morì ancora prigioniero, dopo 34 anni di carcere, nel 1540. Giulio venne invece liberato solo nel 1559, da Alfonso II d'Este.
Nel 1508 partecipò alla Lega di Cambrai contro Venezia come gonfaloniere di Santa Romana Chiesa, strappando ai veneziani il controllo di Este e Rovigo.

### Dopo la pace di Cambrai
Nel 1510 rifiutò di aderire alla pace stipulata tra il papato e Venezia, perché andava contro gli interessi di Ferrara, quindi fu scomunicato e dichiarato decaduto nel suo potere sul ducato estense. Si alleò alla Francia nella guerra della Lega Santa e si trovò anche in contrasto con le truppe spagnole. All'inizio del 1512 venne ferito nella difesa di Cento e di Pieve di Cento, che riuscì a riconquistare solo con l'aiuto francese l'anno successivo. Partecipò alla battaglia di Ravenna l'11 aprile 1512 e in quell'occasione furono ancora una volta le sue artiglierie a dimostrare la loro efficacia consentendo ai francesi di sbaragliare l'esercito ispano-pontificio. Ottenne così la revoca della scomunica ma non ancora il reintegro dei territori gli erano stati tolti. Nel 1513, nel mese di marzo, si recò a Roma per prendere parte alla cerimonia di incoronazione di Giovanni de' Medici al soglio pontificio con il nome di papa Leone X.
Intanto, nel 1518, il duca si recò in Francia, da Francesco I, per ottenere un sostegno nei confronti del papa nella sua richiesta di restituzione di Modena. Non avendo ottenuto soddisfazione alla morte del papa Leone X si mise alla testa di un esercito fortemente armato e riconquistò Nonantola e Reggio. Nel novembre del 1526, al fine di indebolire il pontefice che gli era fortemente ostile, consegnò ai lanzichenecchi alcune artiglierie delle sue fonderie, in particolare vari falconetti. Una di queste armi colpì a morte il capitano Giovanni dalle Bande Nere durante la battaglia di Governolo. Le truppe germaniche, in seguito, ebbero via libera e nel maggio 1527 saccheggiarono Roma.
Verso la fine del suo regno, nel 1530, una sentenza imperiale di Carlo V gli restitui anche Modena, malgrado la ferma opposizione del papa Clemente VII, e con Modena pure la conferma del potere estense su Reggio e Rubiera. Unica contropartita richiesta il versamento nelle casse papali della somma di centomila ducati d'oro.
Alfonso I raggiunse il singolare primato di essere stato scomunicato, sempre per motivi politici, da ben tre papi: Giulio II, Leone X e Clemente VII.

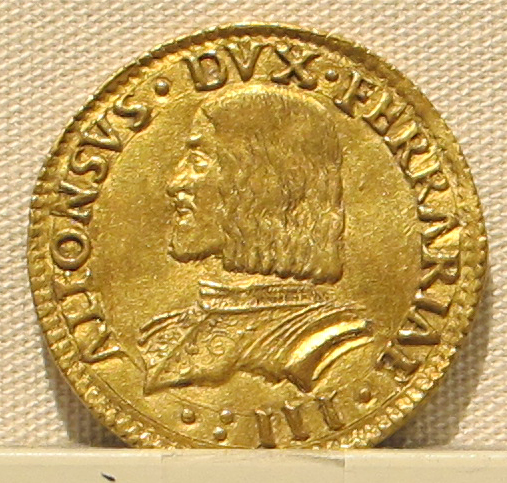
Ducato d'oro con l'effige di Alfonso

## Il mecenatismo
Fu uno straordinario mecenate delle arti amante della cultura e, sin da prima di ottenere il potere, strinse amicizia con Matteo Maria Boiardo. Seppe in seguito circondarsi sempre di artisti e letterati e rese la corte estense un centro di importanza europea. A Ferrara in quel periodo furono accolti personalità come Pietro Bembo, Ludovico Ariosto, Tiziano, Giovanni Bellini, Dosso Dossi e lo scultore Antonio Lombardo. Questi maestri decorarono il Camerino delle Pitture e lo Studio dei Marmi nell'appartamento privato sulla Via Coperta, che unisce ancora oggi il castello al palazzo ducale. Purtroppo i dipinti e i rilievi marmorei furono smontati e dispersi nel 1598 a opera del legato papale dopo che il Ducato di Ferrara passò allo Stato Pontificio.
Ad Ariosto assegnò per un certo periodo il governatorato della Garfagnana e coltivò personalmente la passione della musica e dell'architettura. Ludovico Ariosto inoltre dedicò l'Orlando furioso al cardinale Ippolito d'Este, fratello del Duca Alfonso.

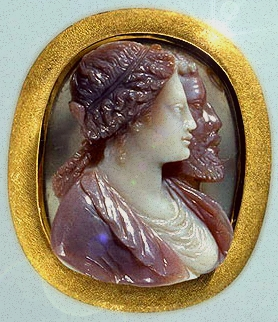
Cammeo con i volti di Lucrezia Borgia e del consorte Alfonso

## Il duca artigliere
Il 22 dicembre 1509 fu protagonista di un celebre fatto d'arme, la battaglia di Polesella, nella quale i cannoni del Ducato di Ferrara (fusi sotto la diretta supervisione di Alfonso) sgominarono una flotta veneziana che aveva risalito il Po per raggiungere la città ducale. I ferraresi attesero che una provvidenziale piena del Po sollevasse le navi sino alla linea di tiro dei cannoni, poi ordinarono di fare fuoco, distruggendo gran parte della flotta. La sconfitta navale della Repubblica Veneta da parte di un esercito terrestre fece grande impressione sui contemporanei. Alfonso I passò quindi alla storia come duca artigliere, essendo un esperto tecnico d'artiglieria, un metallurgista e fonditore di cannoni. La sua artiglieria riscosse vasta fama in Europa, tanto che gli è stata attribuita l'invenzione della granata. Ideò anche un sistema di fabbricazione della polvere da sparo. Fu inoltre un esperto di fortificazioni, e le mura di Ferrara, ritenute tra le più sicure e moderne d'Europa, furono ammirate e celebrate da Ariosto, da Michelangelo e da Rabelais.
Alfonso impiegò le sue armi da fuoco anche in occasione dell'assedio di Padova da parte dell'imperatore Massimiliano, nel 1509. A Padova i suoi colpi riuscirono a creare una breccia nelle mura cittadine e la città non fu conquistata solo a causa di un tradimento. L'imperatore volle tuttavia ringraziare l'estense investendolo signore di Este e Montagnana. L'artiglieria del duca si distinse ancora nella battaglia di Ravenna (1512) dove i franco-ferraresi sconfissero gli ispano-pontifici.

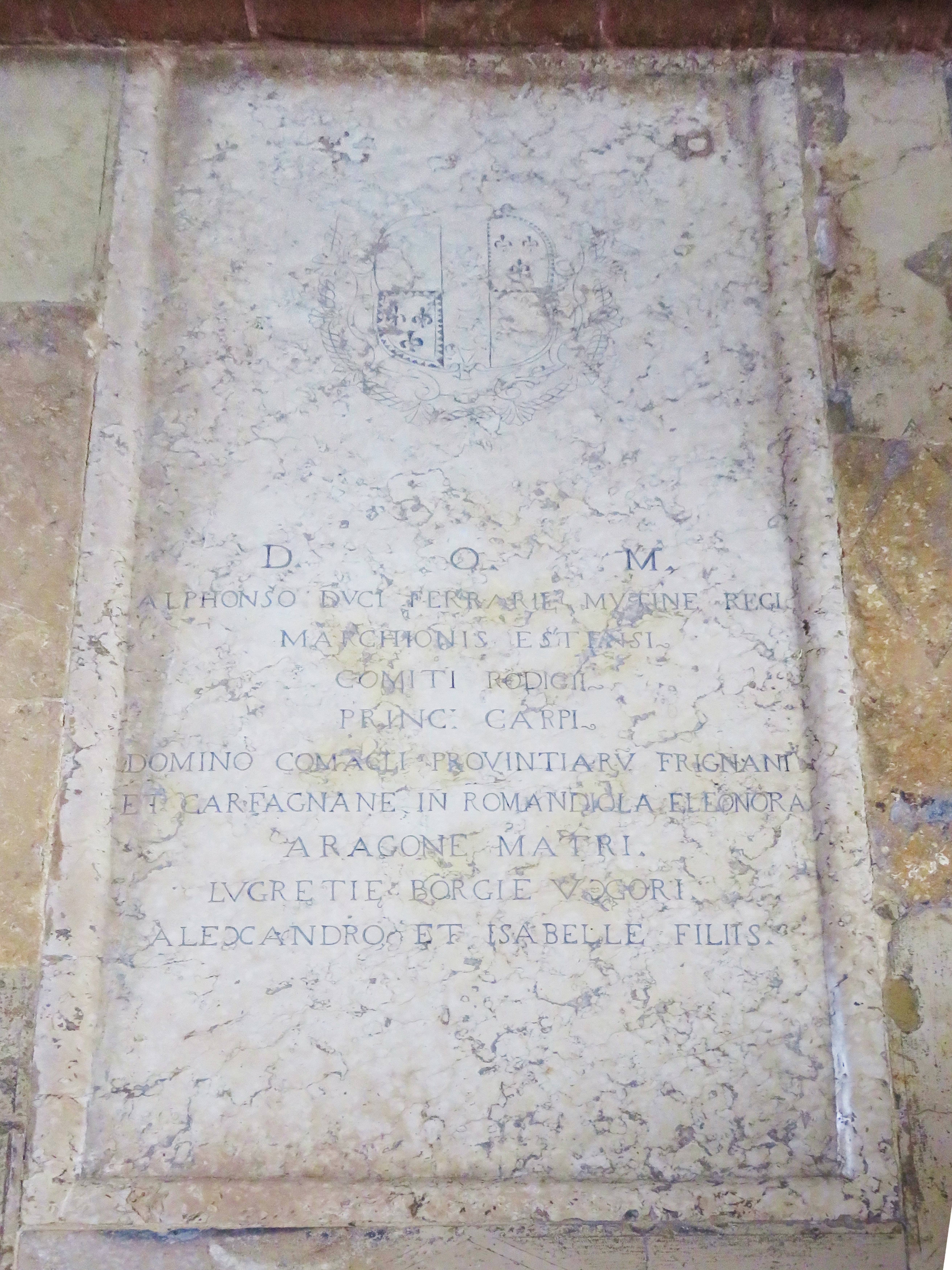
Tomba di Alfonso d'Este, Lucrezia Borgia e di alcuni figli, Ferrara, Monastero del Corpus Domini.

Le famose artiglierie estensi con l'avvenuta devoluzione di Ferrara subirono un diverso destino. Cesare d'Este, il successore designato al Ducato di Ferrara, non fu riconfermato nel ruolo che era stato di Alfonso II d'Este quindi dovette lasciare Ferrara e trasferire la corte a Modena e così i pezzi di artiglieria, dopo una trattativa, vennero divisi tra gli Este e il papato. Tra le più famose bocche da fuoco del periodo la Regina e lo Spazzacampagna furono portati a Modena mentre il Gran Diavolo e il Terremoto rimasero a Ferrara, ormai città papale. La Giulia si trovava già da tempo a Reggio Emilia.

## Discendenza

### Legittimi
Dalla prima moglie Anna Maria, Alfonso ebbe una sola figlia che non sopravvisse al parto.
Dalla seconda moglie Lucrezia Borgia ebbe sette figli, oltre a una figlia nata morta nel 1502 e ad almeno quattro gravidanze terminate con un aborto: 
- Alessandro (1505-1505);
- Ercole II (1508-1559), duca di Ferrara;
- Ippolito (1509-1572), cardinale;
- Alessandro (1514-1514);
- Eleonora (1515-1575);
- Francesco (1516-1578);
- Isabella Maria (1519-1521).

### Illegittimi
Dall'amante Laura Dianti ebbe due figli:
- Alfonso (1527-1587), marchese di Montecchio.
- Alfonsino (1530-1547).

## Ritratti

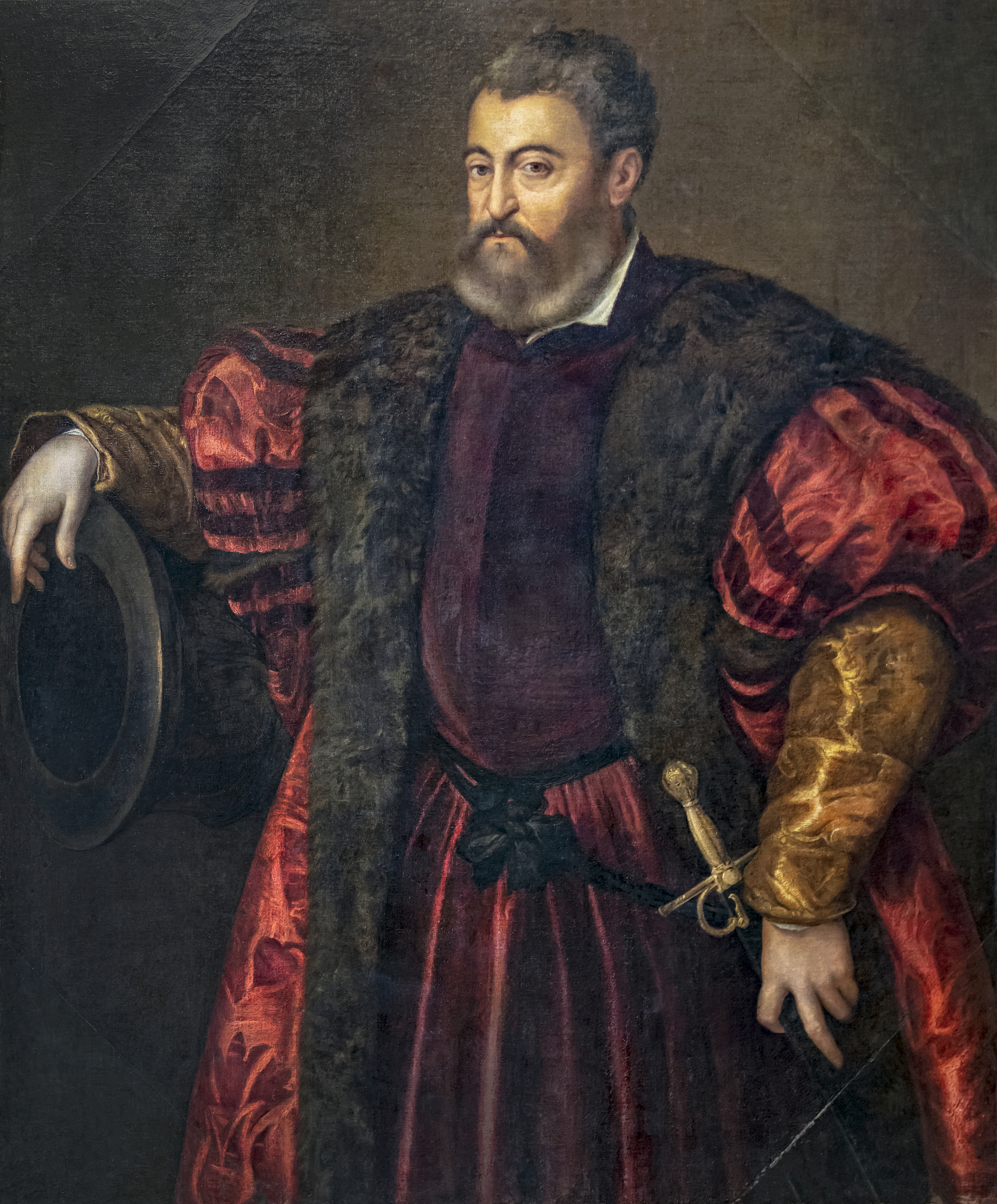
Ritratto di Alfonso conservato alla Fondazione Bemberg di Tolosa, 1530-1534 circa; replica attribuita a Tiziano del dipinto originale, oggi perduto
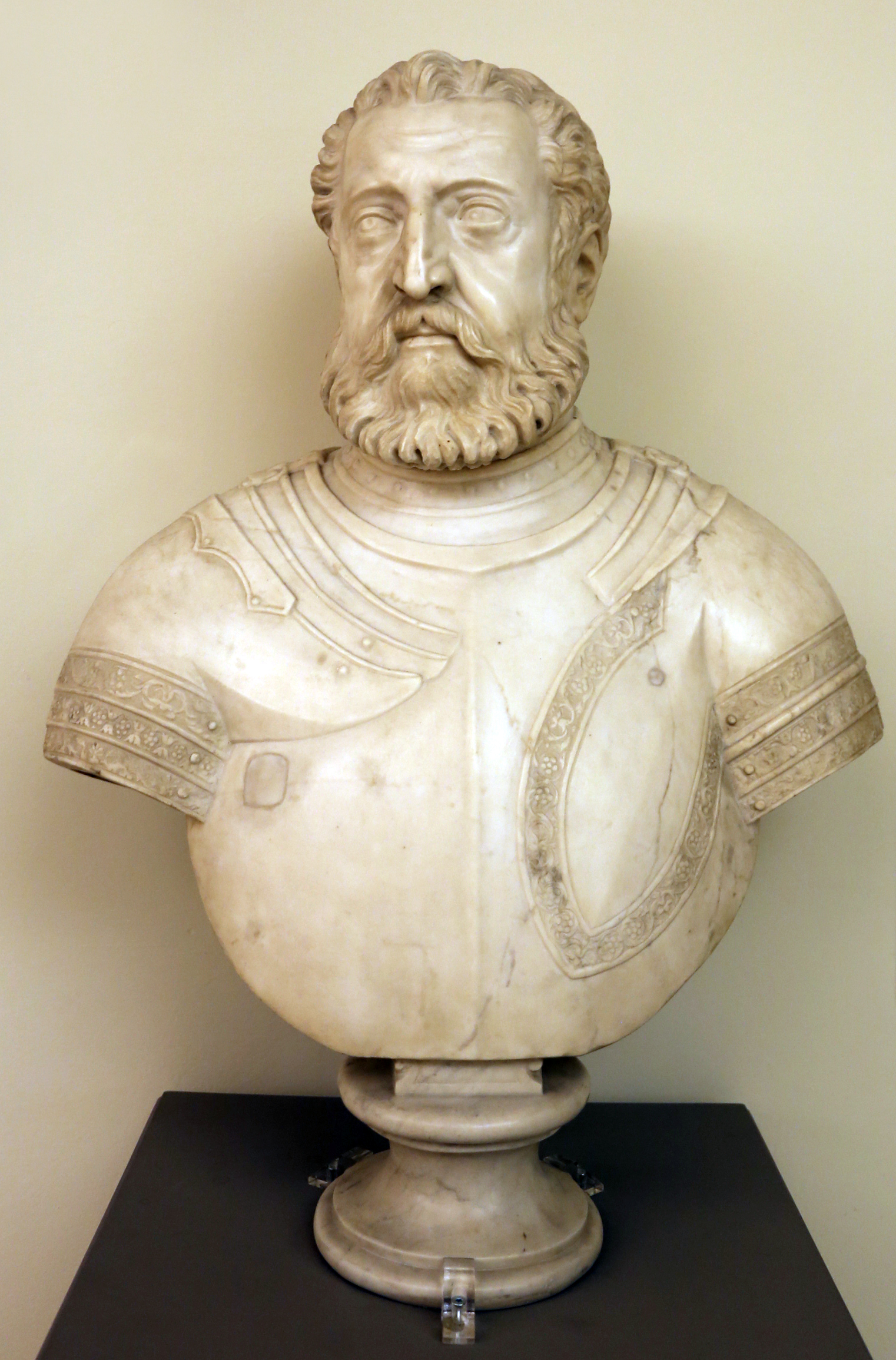
Busto di Alfonso, di Alfonso Lombardi detto Cittadella, 1530 ca.
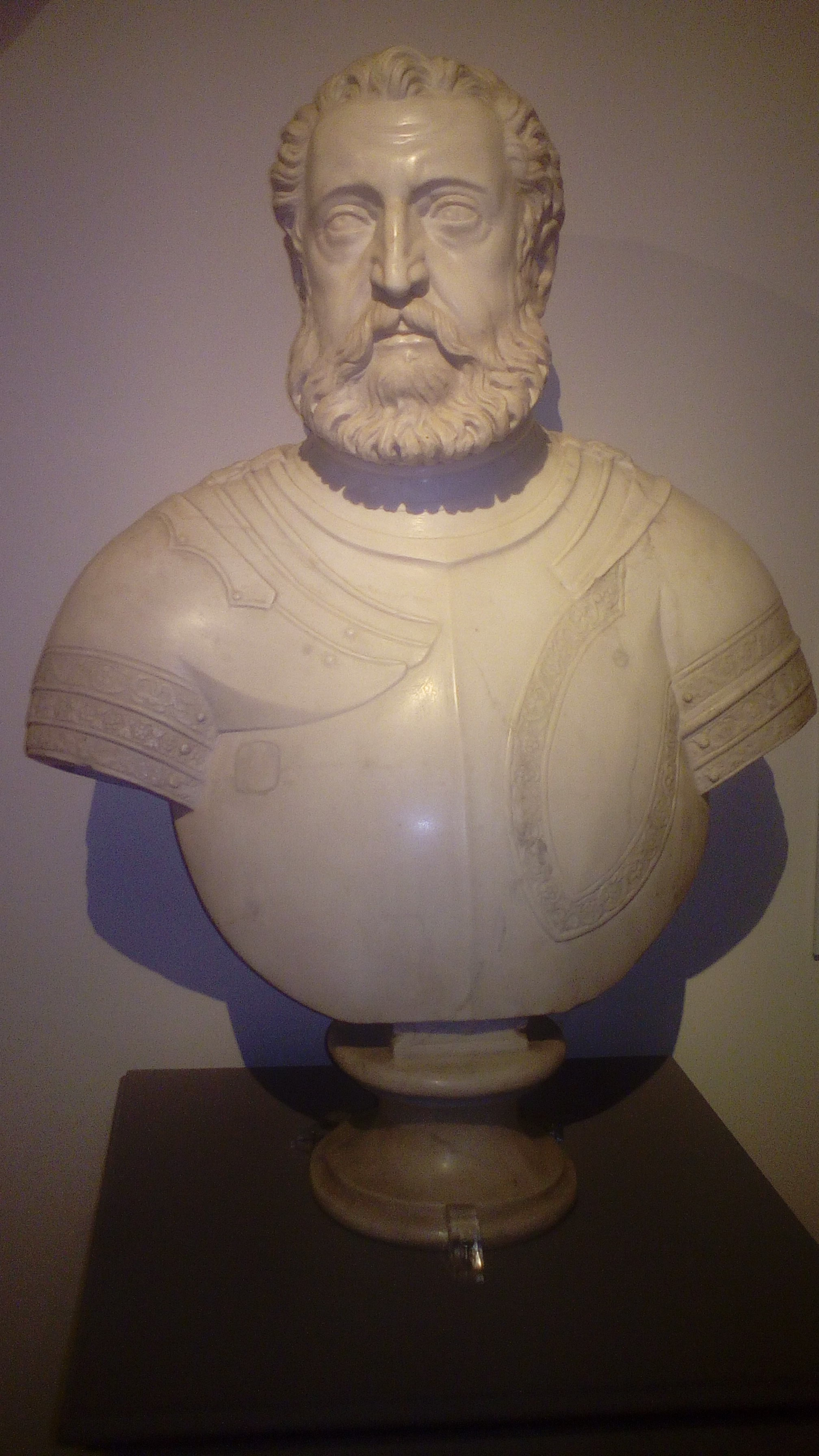
Busto conservato alla Galleria Estense di Modena, attribuito ad Alfonso Lombardi, 1530
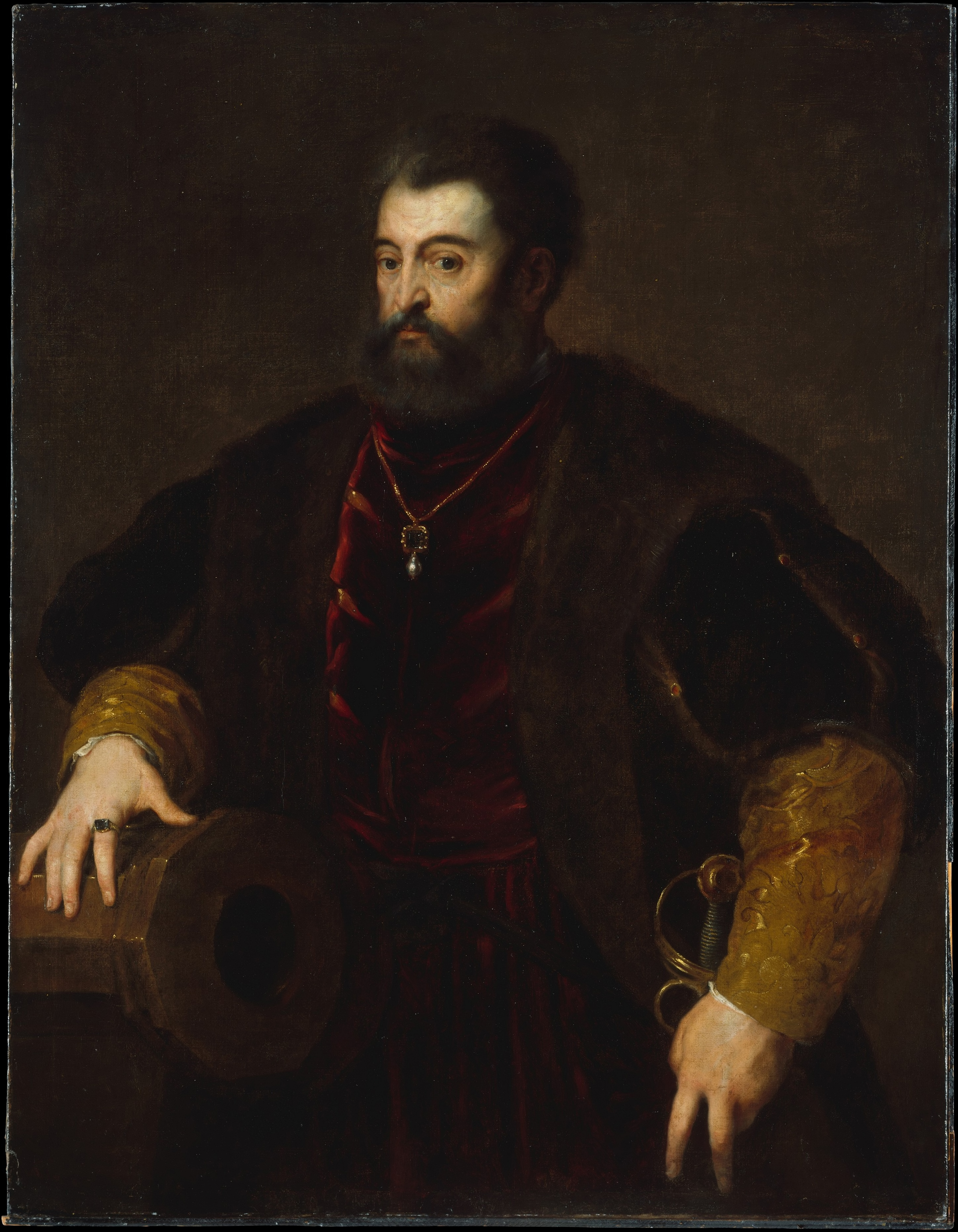
Ritratto di Alfonso I d'Este, copia dell'originale perduto di Tiziano, Metropolitan Museum of Art, New York
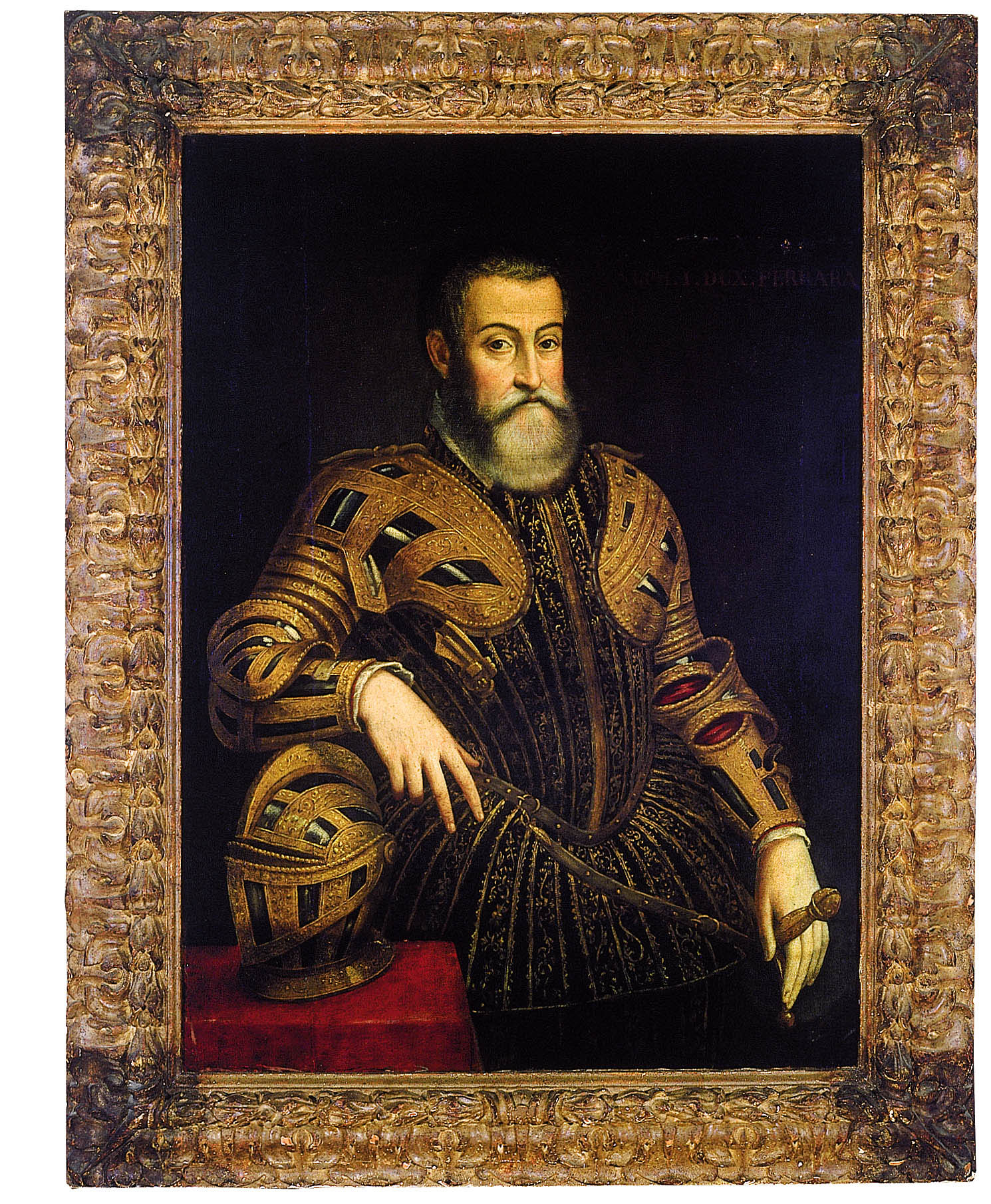
Ritratto postumo di Alfonso in armatura, XVI sec.
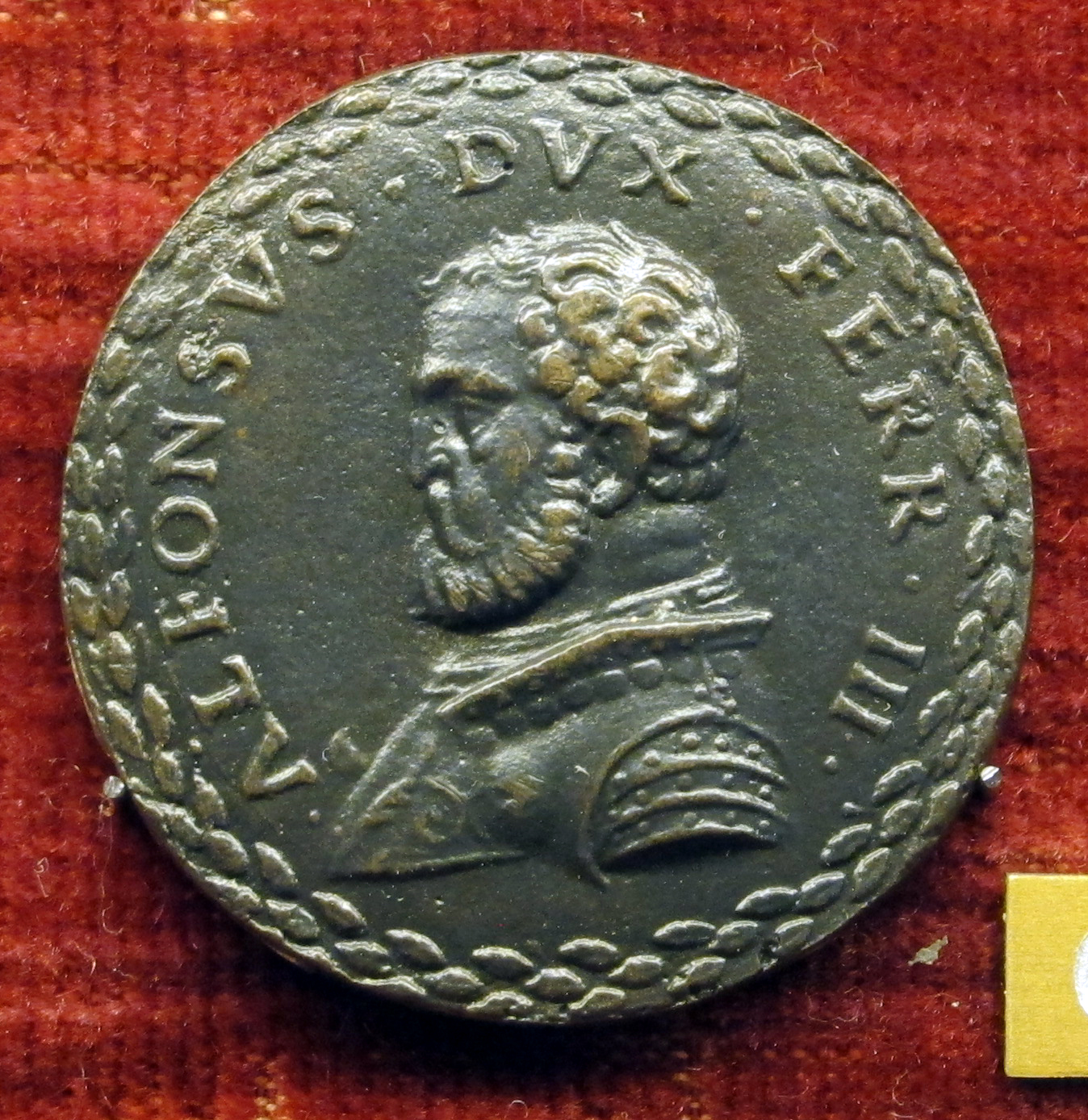
Medaglia di Alfonso, di anonimo autore.
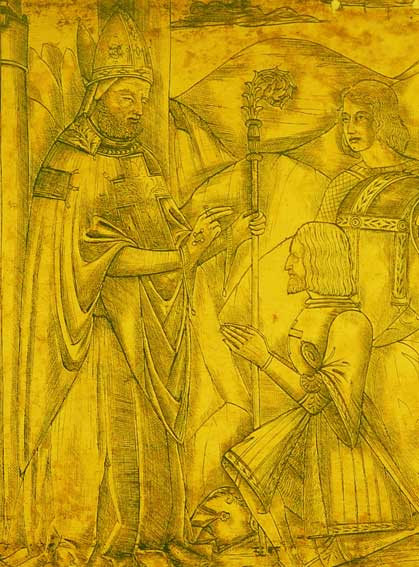
Alfonso inginocchiato di fronte a San Maurelio (lapide d'argento, conservata nella Cattedrale di S. Giorgio fuori le mura di Ferrara, ma non esposta).
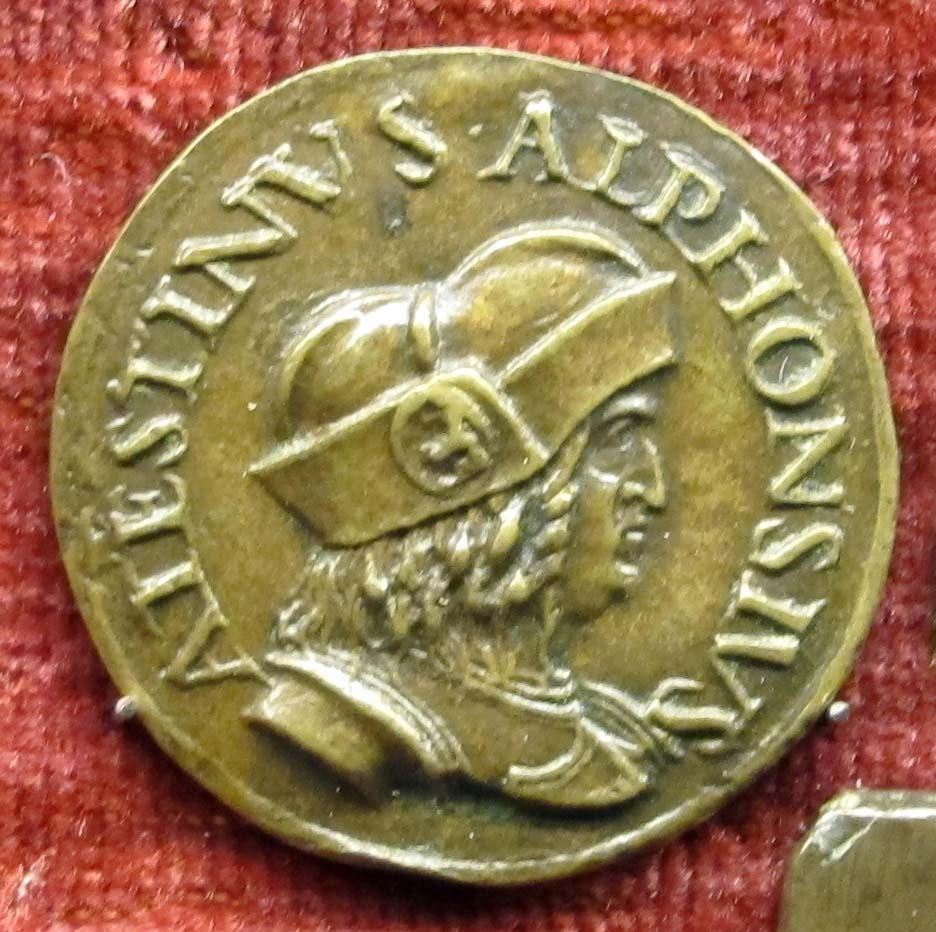
Medaglia con ritratto giovanile di Alfonso

## Nella cultura di massa
- Nella pellicola del 1940 Lucrezia Borgia, Alfonso è impersonato da Nerio Bernardi.
- Nella pellicola del 1949 Il principe delle volpi, è impersonato da James Carney.
- Nella pellicola del 1949 La maschera dei Borgia, è impersonato da John Lund.
- Nella pellicola del 1966 Le piacevoli notti, è impersonato da Luigi Vannucchi.
- Nella miniserie del 1981 I Borgia, è impersonato da Keith Washington.
- Nella pellicola del 2001 Il mestiere delle armi, è impersonato da Giancarlo Belelli.
- Nella pellicola del 2004 Le grandi dame di casa d'Este, di Diego Ronsisvalle è impersonato da Alessandro Lucente.
- Nella pellicola del 2005 E ridendo l'uccise di Florestano Vancini, è impersonato da Ruben Rigillo.
- Nella pellicola del 2006 Los Borgia è impersonato da Giuseppe Barile, sebbene costituisca un figurante.
- Nella serie televisiva francese del 2011-2014 I Borgia, è impersonato da Andrew Hawley.

## Ascendenza
|                         |                     |                         | Genitori                      |  |  | Nonni |  |  | Bisnonni         |  |  | Trisnonni         |  |
|                         |                     |                         |                               |  |  |       |  |  | Alberto V d'Este |  |  | Obizzo III d'Este |  |
|                         |                     |                         |                               |  |  |       |  |  | Alberto V d'Este |  |  | Obizzo III d'Este |  |
|                         |                     | Lippa Ariosti           |                               |  |  |       |  |  | Alberto V d'Este |  |  |                   |  |
| Niccolò III d'Este      |                     |                         |                               |  |  |       |  |  | Alberto V d'Este |  |  |                   |  |
|                         |                     | Isotta Albaresani       | Alberto Albaresani            |  |  |       |  |  |                  |  |  |                   |  |
|                         |                     | Isotta Albaresani       | Alberto Albaresani            |  |  |       |  |  |                  |  |  |                   |  |
|                         |                     | Isotta Albaresani       | ...                           |  |  |       |  |  |                  |  |  |                   |  |
| Ercole I d'Este         |                     | Isotta Albaresani       |                               |  |  |       |  |  |                  |  |  |                   |  |
|                         |                     | Tommaso III di Saluzzo  | Federico II di Saluzzo        |  |  |       |  |  |                  |  |  |                   |  |
|                         |                     | Tommaso III di Saluzzo  | Federico II di Saluzzo        |  |  |       |  |  |                  |  |  |                   |  |
|                         |                     | Tommaso III di Saluzzo  | Beatrice di Ginevra           |  |  |       |  |  |                  |  |  |                   |  |
| Ricciarda di Saluzzo    |                     | Tommaso III di Saluzzo  |                               |  |  |       |  |  |                  |  |  |                   |  |
|                         |                     | Margherita di Roucy     | Ugo II di Pierrepont          |  |  |       |  |  |                  |  |  |                   |  |
|                         |                     | Margherita di Roucy     | Ugo II di Pierrepont          |  |  |       |  |  |                  |  |  |                   |  |
|                         |                     | Margherita di Roucy     | Bianca di Coucy               |  |  |       |  |  |                  |  |  |                   |  |
| Alfonso I d'Este        |                     | Margherita di Roucy     |                               |  |  |       |  |  |                  |  |  |                   |  |
|                         | Alfonso V d'Aragona | Ferdinando I d'Aragona  |                               |  |  |       |  |  |                  |  |  |                   |  |
|                         | Alfonso V d'Aragona | Ferdinando I d'Aragona  |                               |  |  |       |  |  |                  |  |  |                   |  |
|                         | Alfonso V d'Aragona | Eleonora d'Alburquerque |                               |  |  |       |  |  |                  |  |  |                   |  |
| Ferdinando I di Napoli  | Alfonso V d'Aragona |                         |                               |  |  |       |  |  |                  |  |  |                   |  |
|                         |                     | Gueraldona Carlino      | Enrico Carlino                |  |  |       |  |  |                  |  |  |                   |  |
|                         |                     | Gueraldona Carlino      | Enrico Carlino                |  |  |       |  |  |                  |  |  |                   |  |
|                         |                     | Gueraldona Carlino      | ...                           |  |  |       |  |  |                  |  |  |                   |  |
| Eleonora d'Aragona      |                     | Gueraldona Carlino      |                               |  |  |       |  |  |                  |  |  |                   |  |
|                         |                     | Tristano di Chiaromonte | Deodato II di Clermont-Lodève |  |  |       |  |  |                  |  |  |                   |  |
|                         |                     | Tristano di Chiaromonte | Deodato II di Clermont-Lodève |  |  |       |  |  |                  |  |  |                   |  |
|                         |                     | Tristano di Chiaromonte | Isabella di Roquefeuil        |  |  |       |  |  |                  |  |  |                   |  |
| Isabella di Chiaromonte |                     | Tristano di Chiaromonte |                               |  |  |       |  |  |                  |  |  |                   |  |
|                         |                     | Caterina di Taranto     | Raimondo Orsini del Balzo     |  |  |       |  |  |                  |  |  |                   |  |
|                         |                     | Caterina di Taranto     | Raimondo Orsini del Balzo     |  |  |       |  |  |                  |  |  |                   |  |
|                         |                     | Caterina di Taranto     | Maria d'Enghien               |  |  |       |  |  |                  |  |  |                   |  |
|                         |                     | Caterina di Taranto     |                               |  |  |       |  |  |                  |  |  |                   |  |